# Cueva de Teyjat
La cueva de Teyjat es una cueva que se encuentra en Teyjat, Francia, habitada entre los años 15 000−13 000  a. C. Esta cueva está formada por costras calizas sobre surcos que dibujan cabezas de uros. Gracias a estas representaciones se asegura que el grabado está realizado en época prehistórica.

## Situación geográfica
La cueva se ubica en el límite noreste de la ciudad de Teyjat (Dordoña), bajo la escuela. Se encuentra muy cerca de la iglesia y el ayuntamiento, de donde toma su denominación. El encajamiento es de piedra caliza jurásica fuertemente recristalizada en las rosetas debido a la tectónica frágil. 
La cueva incluye dos niveles. El nivel superior mide 75 metros de largo. Al final de un corredor, un pozo conecta el nivel superior de la cueva a la red inferior (conocida más de 40 metros, con un pequeño río subterráneo). Los grabados están en el nivel superior, durante los primeros quince metros después de la entrada.

## Historia
Desde 1880, la cueva ha sido visitada varias ocasiones. En 1889, Perrier du Carne descubrió grabados en hueso (representación de un caballo en un hueso sacro de reno) y otros objetos (arpones barbelares, y lo que identificó como la impresión de un arco). Los grabados parietales fueron examinados por primera vez en 1903 por Denis Peyrony. Las finas incisiones Flint son estudiadas por Louis Capitan, Henri Breuil y Denis Peyrony.
Pierre Bourrinet, maestro en Teyjat, emprendió excavaciones más meticulosas en 1904 bajo el liderazgo de Denis Peyrony. Sus observaciones precisas permiten distinguir dos capas arqueológicas separadas por una capa de talud limpio. La capa inferior pertenece a Magdaleniense V y se caracteriza por arpones en un solo rango de púas. La capa superior data del Magdaleniense VI. También contiene arpones con dos hileras de púas, buriles de espolón y puntos Teyjat (puntos pedunculados de pedernal).
El 4 de abril de 1910, se clasificó como monumentos históricos.
Registrada por Claude Barrière en la década de 1960, la decoración parietal está siendo objeto de nuevos análisis como parte de un proyecto de investigación colectiva dirigido por Patrick Paillet.

## Arte rupestre
Después de entrada, los grabados prehistóricos se descubren en el lado izquierdo, espaciados a más de diez metros. En este lugar, las paredes de piedra caliza no se prestan al grabado. Por lo tanto, las obras se aplicaron en dos flujos de calcita ámbar o en un flujo estalagmítico. En total, hay 48 grabados divididos en dos conjuntos distintos que representan uros, bisontes, bóvidos, caballos, ciervos, renos y osos. Estos grabados, pequeños y finamente incisos, están marcados por un realismo importante que muestra muchos detalles anatómicos.
Según André Leroi-Gourhan, se caracterizaron con las obras de Limeuil, el reciente estilo IV del magdaleniano final. Las "fronteras de los bóvidos" se han hecho famosos por su estilo completo y realista.
Las 48 representaciones se distribuyen de la siguiente manera: 5 ciervos indistinguibles, 11 ciervos, 13 renos, 10 caballos, 3 uros, 4 bisones, 2 osos.
En comparación con las otras cuevas de Dordoña, los ciervos están en gran medida sobrerrepresentados. En Lascaux y en las combarelles, por ejemplo, dominan los caballos, en bisones y mamuts de font-de-gaume en Rouffignac y Bertifal.
La fauna de Teyjat es en realidad una mezcla de dos componentes, una fría con renos, bisontes y caballos y el otro templado con ciervos. Por lo tanto, refleja el calentamiento global del fin del magdaleniano y la partida al norte de los grandes herbívoros de prados fríos.